# Allium roylei
Allium roylei là một loài thực vật có hoa trong họ Amaryllidaceae. Loài này được Stearn mô tả khoa học đầu tiên năm 1947.